# Comissari Europeu de Transport
El Comissari Europeu del Transport és un membre de la Comissió Europea responsable de l'àrea del transport de la Unió Europea (UE) així com del Sistema de posicionament Galileu.
L'actual comissari responsable d'aquesta cartera és l'estonià Siim Kallas.

## Llista de Comissaris de Transport
| Comissió               | Inici                  | Finalització             | Nom            | País      | Partit |
| Hallstein I            |                        |                          |                |           |        |
| ---------------------- | ---------------------- | ------------------------ | -------------- | --------- | ------ |
| Hallstein I            | 7 de gener de 1958     | 27 d'abril de 1958       | Michel Rasquin | Luxemburg | LSAP   |
| Hallstein I            | 18 de juny de 1958     | 9 de gener de 1962       | Lambert Schaus | Luxemburg | CSV    |
| Hallstein II           |                        |                          |                |           |        |
| 10 de gener de 1962    | 30 de juny de 1967     | Lambert Schaus           | Luxemburg      | CSV       |        |
| Rey                    |                        |                          |                |           |        |
| 2 de juliol de 1967    | 30 de juny de 1970     | Victor Bodson            | Luxemburg      | LSAP      |        |
| Malfatti               |                        |                          |                |           |        |
| 1 de juliol de 1970    | 21 de març de 1972     | Albert Coppé             | Bèlgica        | ind.      |        |
| Mansholt               |                        |                          |                |           |        |
| 22 de març de 1972     | 5 de gener de 1973     | Albert Coppé             | Bèlgica        | ind.      |        |
| Ortoli                 |                        |                          |                |           |        |
| 6 de gener de 1973     | 5 de gener de 1977     | Carlo Scarascia-Mugnozza | Itàlia         | ind.      |        |
| Jenkins                |                        |                          |                |           |        |
| 6 de gener de 1977     | 5 de gener de 1981     | Richard Burke            | Irlanda        | FG        |        |
| Thorn                  |                        |                          |                |           |        |
| 6 de gener de 1981     | 5 de gener de 1985     | Giorgios Contogeorgis    | Grècia         | ind.      |        |
| Delors I               |                        |                          |                |           |        |
| 6 de gener de 1985     | 5 de gener de 1989     | Stanley Clinton Davis    | Regne Unit     | Lab.      |        |
| Delors II              |                        |                          |                |           |        |
| 6 de gener de 1989     | 5 de gener de 1993     | Karel Van Miert          | Bèlgica        | SP.A      |        |
| Delors III             |                        |                          |                |           |        |
| 6 de gener de 1993     | abril de 1994          | Abel Matutes             | Espanya        | PP        |        |
| abril de 1994          | 22 de gener de 1995    | Marcelino Oreja          | Espanya        | PP        |        |
| Santer                 |                        |                          |                |           |        |
| 23 de gener de 1995    | 15 de març de 1999     | Neil Kinnock             | Regne Unit     | Lab.      |        |
| Marín                  |                        |                          |                |           |        |
| 16 de març de 1999     | 15 de setembre de 1999 | Neil Kinnock             | Regne Unit     | Lab.      |        |
| Prodi                  |                        |                          |                |           |        |
| 16 de setembre de 1999 | 21 de novembre de 2004 | Loyola de Palacio        | Espanya        | PP        |        |
| Barroso I              |                        |                          |                |           |        |
| 22 de novembre de 2004 | 9 de maig de 2008      | Jacques Barrot           | França         | UMP       |        |
| 9 de maig de 2008      | 9 de febrer de 2010    | Antonio Trajani          | Itàlia         | FI        |        |
| Barroso II             |                        |                          |                |           |        |
| 9 de febrer de 2010    | 1 de novembre de 2014  | Siim Kallas              | Estònia        | ERP       |        |
| Comissió Juncker       |                        |                          |                |           |        |
| 1 de novembre de 2014  | 1 de desembre de 2019  | Violeta Bulc             | Eslovènia      | SMC       |        |
| Comissió Von der Leyen |                        |                          |                |           |        |
| 1 de desembre de 2019  | actualitat             | Adina-Ioana Vălean       | Romania        | PNL       |        |